# 7e étape du Tour de France 2008
Pour un article plus général, voir Tour de France 2008.
La 7e étape du Tour de France 2008 s'est déroulée le 11 juillet. Le parcours de 159 kilomètres reliait Brioude à Aurillac.

## Profil de l'étape
Au lendemain de l'arrivée à Super Besse, le Tour de France poursuit sa traversée du Massif central. Peu après le départ de Brioude dans la Haute-Loire, le parcours emprunte la côte de Fraisse (3e catégorie) qui mène au département du Cantal. Le premier sprint intermédiaire intervient à Saint-Flour (47e km). Il est suivi de la côte de Villedieu (4e catégorie, 52e km) et du deuxième sprint à Paulhac (74e km). Les principales difficultés du jour se situent dans les 60 derniers kilomètres, avec la traversée des Monts du Cantal. Il s'agit du col d'Entremont, situé à 1 210 mètres au 101e kilomètre, suivi du Pas de Peyrol, point culminant de l'étape (1 588 m). Ces deux côtes sont classées en 2e catégorie. La descente, suivant le cours de la Jordanne, mène à Saint-Simon où se trouve le dernier sprint intermédiaire, immédiatement suivi de la côte de Saint-Jean-de-Donne (3e catégorie), à 9 kilomètres de l'arrivée.

## La course
Dans les 60 premiers kilomètres les échappées sont constamment rattrapées par le peloton sous l'impulsion de la Team Columbia qui défend le maillot jaune de Kim Kirchen malgré les différentes tentatives de David Millar. Au kilomètre 61, une chute impliquant notamment Damiano Cunego provoque des cassures dans le peloton. Lilian Jégou (La Française des jeux), qui a heurté un arbre quelques minutes auparavant, abandonne.
En tête du premier peloton, les CSC-Saxo Bank travaillent pour accroître le retard d'un deuxième groupe retardé. La jonction des deux groupes intervient finalement au kilomètre 93. Luis León Sánchez (Caisse d'Épargne) et Josep Jufré (Saunier Duval-Scott) attaquent à ce moment, suivis par Vincenzo Nibali et David de la Fuente dans l'ascension du col d'Entremont. Christophe Le Mével s'intercale entre le peloton et les quatre hommes de tête. Il est repris par le peloton dans la montée du Pas de Peyrol, les quatre hommes de tête ont alors moins de deux minutes d'avance. Durant l'ascension le peloton se scinde en deux. Mikel Astarloza porte une attaque et s'intercale entre les quatre hommes échappés et le peloton mais ne parvient pas à les rejoindre.
La descente du Pas de Peyrol est difficile pour David de la Fuente qui est obligé de fournir beaucoup d'effort pour ne pas être distancé. Astarloza est rattrapé par le peloton. Euskaltel-Euskadi contribue à imprimer le rythme à l'avant du peloton.
Dans la cote de Saint-Jean-de Donne l'écart entre les échappés et le peloton passe sous la minute. Le précédent maillot jaune, Stefan Schumacher (Gerolsteiner), attaque suivi par Óscar Pereiro et Roman Kreuziger pour être finalement repris. De la Fuente passe en tête à la côte de Saint Jean-de Donne et prend donc le maillot à pois. Derrière un groupe de 20 coureurs s'est détaché composé des favoris, seul Damiano Cunego manque à la suite d'une chute.
À 5 kilomètres de l'arrivée, 23 coureurs sont en tête, et Luis León Sánchez attaque dans les rues d'Aurillac, il passe seul en tête sous la flamme rouge et remporte finalement sa première victoire sur le Tour de France. Stefan Schumacher règle le premier groupe au sprint devant Filippo Pozzato et Kim Kirchen.
Sylvain Chavanel est le seul porteur de maillot distinctif à abandonner sa tunique à l'issue de l'étape. De La Fuente est le nouveau leader du classement de la montagne. Le Team CSC prend à Garmin-Chipotle la première place du classement par équipes.
Outre Jegou, Christophe Moreau, le leader d'Agritubel, a abandonné le Tour de France, souffrant du dos. John Gadret (AG2R La Mondiale) et Mauro Facci (Quick Step) ont également quitté la course. Magnus Bäckstedt est arrivé à Aurillac avec plus de 32 minutes de retard sur le vainqueur et est déclaré hors-délai,.

## Sprints intermédiaires
| Premier   | Robert Hunter | 6 pts. |
| Deuxième  | Óscar Freire  | 4 pts. |
| Troisième | Robbie McEwen | 2 pts. |

| Premier   | Óscar Freire     | 6 pts. |
| Deuxième  | Kim Kirchen      | 4 pts. |
| Troisième | Volodymyr Gustov | 2 pts. |

| - 3. Sprint intermédiaire de Saint-Simon (kilomètre 148) \| Premier \| Josep Jufré \| 6 pts. \| \| Deuxième \| Vincenzo Nibali \| 4 pts. \| \| Troisième \| David de la Fuente \| 2 pts. \| |                    |        |
| Premier | Josep Jufré        | 6 pts. |
| Deuxième | Vincenzo Nibali    | 4 pts. |
| Troisième | David de la Fuente | 2 pts. |

## Côtes
| Premier   | David Millar    | 4 pts. |
| Deuxième  | Sandy Casar     | 3 pts. |
| Troisième | David Moncoutié | 2 pts. |
| Troisième | Bram Tankink    | 1 pts. |

| Premier   | Jens Voigt   | 3 pts. |
| Deuxième  | Ronny Scholz | 2 pts. |
| Troisième | David Millar | 1 pts. |

| Premier   | David de la Fuente  | 10 pts. |
| Deuxième  | Josep Jufré         | 9 pts.  |
| Troisième | Luis León Sánchez   | 8 pts.  |
| Quatrième | Vincenzo Nibali     | 7 pts.  |
| Cinquième | Christophe Le Mével | 6 pts.  |
| Sixième   | Kanstantsin Siutsou | 5 pts.  |

| Premier   | David de la Fuente  | 10 pts. |
| Deuxième  | Josep Jufré         | 9 pts.  |
| Troisième | Luis León Sánchez   | 8 pts.  |
| Quatrième | Vincenzo Nibali     | 7 pts.  |
| Cinquième | Mikel Astarloza     | 6 pts.  |
| Sixième   | Kanstantsin Siutsou | 5 pts.  |

| - 5. Côte de Saint-Jean-de-Donne, 3e catégorie (kilomètre 150) \| Premier \| David de la Fuente \| 4 pts. \| \| Deuxième \| Luis León Sánchez \| 3 pts. \| \| Troisième \| Óscar Pereiro \| 2 pts. \| \| Quatrième \| Leonardo Piepoli \| 1 pts. \| |                    |        |
| Premier | David de la Fuente | 4 pts. |
| Deuxième | Luis León Sánchez  | 3 pts. |
| Troisième | Óscar Pereiro      | 2 pts. |
| Quatrième | Leonardo Piepoli   | 1 pts. |

## Classement de l'étape
| Classement de la 7e étape | Classement de la 7e étape | Classement de la 7e étape | Classement de la 7e étape | Classement de la 7e étape |
|                           | Coureur                   | Pays                      | Équipe                    | Temps                     |
| ------------------------- | ------------------------- | ------------------------- | ------------------------- | ------------------------- |
| 1er                       | Luis León Sánchez         | ESP                       | Caisse d'Épargne          | en 3 h 52 min 53 s        |
| 2e                        | Stefan Schumacher         | GER                       | Gerolsteiner              | + 06 s                    |
| 3e                        | Filippo Pozzato           | ITA                       | Liquigas                  | + 06 s                    |
| 4e                        | Kim Kirchen               | LUX                       | Team Columbia             | + 06 s                    |
| 5e                        | Alejandro Valverde        | ESP                       | Caisse d'Épargne          | + 06 s                    |
| 6e                        | Óscar Pereiro             | ESP                       | Caisse d'Épargne          | + 06 s                    |
| 7e                        | Samuel Sánchez            | ESP                       | Euskaltel-Euskadi         | + 06 s                    |
| 8e                        | Josep Jufré               | ESP                       | Saunier Duval-Scott       | + 06 s                    |
| 9e                        | Christian Vande Velde     | USA                       | Garmin-Chipotle           | + 06 s                    |
| 10e                       | Andy Schleck              | LUX                       | Team CSC Saxo Bank        | + 06 s                    |
| modifier                  |                           |                           |                           |                           |

## Classement général
| Classement général | Classement général    | Classement général | Classement général | Classement général  |
|                    | Coureur               | Pays               | Équipe             | Temps               |
| ------------------ | --------------------- | ------------------ | ------------------ | ------------------- |
| 1er                | Kim Kirchen           | LUX                | Team Columbia      | en 28 h 23 min 40 s |
| 2e                 | Cadel Evans           | AUS                | Silence-Lotto      | + 06 s              |
| 3e                 | Stefan Schumacher     | GER                | Gerolsteiner       | + 16 s              |
| 4e                 | Christian Vande Velde | USA                | Garmin-Chipotle    | + 44 s              |
| 5e                 | Denis Menchov         | RUS                | Rabobank           | + 1 min 03 s        |
| 6e                 | Alejandro Valverde    | ESP                | Caisse d'Épargne   | + 1 min 12 s        |
| 7e                 | David Millar          | GBR                | Garmin-Chipotle    | + 1 min 14 s        |
| 8e                 | Stijn Devolder        | BEL                | Quick Step         | + 1 min 21 s        |
| 9e                 | Óscar Pereiro         | ESP                | Caisse d'Épargne   | + 1 min 21 s        |
| 10e                | Thomas Lövkvist       | SWE                | Team Columbia      | + 1 min 21 s        |
| modifier           |                       |                    |                    |                     |

## Classements annexes

### Classement par points
| Classement par points | Classement par points | Classement par points | Classement par points | Classement par points |
| --------------------- | --------------------- | --------------------- | --------------------- | --------------------- |
|                       | Coureur               | Pays                  | Équipe                | Point(s)              |
| 1er                   | Kim Kirchen           | LUX                   | Team Columbia         | 119 points            |
| 2e                    | Óscar Freire          | ESP                   | Rabobank              | 95 pts                |
| 3e                    | Thor Hushovd          | NOR                   | Crédit agricole       | 88 pts                |
| modifier              |                       |                       |                       |                       |

### Classement de la montagne
| Classement du meilleur grimpeur | Classement du meilleur grimpeur | Classement du meilleur grimpeur | Classement du meilleur grimpeur | Classement du meilleur grimpeur |
| ------------------------------- | ------------------------------- | ------------------------------- | ------------------------------- | ------------------------------- |
|                                 | Coureur                         | Pays                            | Équipe                          | Point(s)                        |
| 1er                             | David de la Fuente              | ESP                             | Saunier Duval-Scott             | 28 points                       |
| 2e                              | Sylvain Chavanel                | FRA                             | Cofidis                         | 27 pts                          |
| 3e                              | Thomas Voeckler                 | FRA                             | Bouygues Telecom                | 27 pts                          |
| modifier                        |                                 |                                 |                                 |                                 |

### Classement du meilleur jeune
| Classement général du meilleur jeune | Classement général du meilleur jeune | Classement général du meilleur jeune | Classement général du meilleur jeune | Classement général du meilleur jeune |
|                                      | Coureur                              | Pays                                 | Équipe                               | Temps                                |
| ------------------------------------ | ------------------------------------ | ------------------------------------ | ------------------------------------ | ------------------------------------ |
| 1er                                  | Thomas Lövkvist                      | SWE                                  | Team Columbia                        | en 28 h 25 min 01 s                  |
| 2e                                   | Andy Schleck                         | LUX                                  | Team CSC Saxo Bank                   | + 37 s                               |
| 3e                                   | Maxime Monfort                       | BEL                                  | Cofidis                              | + 46 s                               |
| modifier                             |                                      |                                      |                                      |                                      |

### Classement par équipes
| Classement par équipes | Classement par équipes | Classement par équipes | Classement par équipes |
|                        | Équipe                 | Pays                   | Temps                  |
| ---------------------- | ---------------------- | ---------------------- | ---------------------- |
| 1re                    | Team CSC Saxo Bank     | Danemark               | en 85 h 13 min 26 s    |
| 2e                     | Team Columbia          | États-Unis             | + 2 min 52 s           |
| 3e                     | Caisse d'Épargne       | Espagne                | + 3 min 29 s           |
| modifier               |                        |                        |                        |

### Combativité
Luis León Sánchez (Caisse d'Épargne)

## Abandons
- Mauro Facci (Quick Step)
- John Gadret (AG2R La Mondiale)
- Lilian Jégou (La Française des jeux)
- Christophe Moreau (Agritubel)
- Magnus Bäckstedt, hors-délai (Garmin-Chipotle)